# Verteidiger Europas

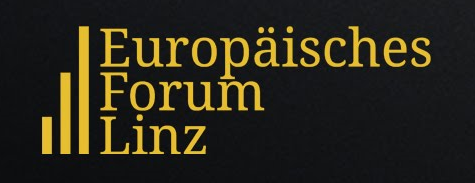
Veranstalter der Tagung war das Europäische Forum Linz

Verteidiger Europas ist der Titel der am 29. Oktober 2016 in den Redoutensälen im Landestheater Linz sowie am 3. März 2018 im Wasserschloss in Aistersheim abgehaltenen rechten bis rechtsextremen Kongresse der neu gegründeten Plattform Europäisches Forum Linz. Nur dem Veranstalter politisch nahestehende Medien hatten für die Veranstaltung eine Akkreditierung erhalten.

## Ziel, Inhalt und Aussteller (2016)
Der Kongress versammelte neurechte bis rechtsextreme Publizisten und Vordenker aus Österreich und Deutschland. Als Anmelder fungierte die Burschenschaft Arminia Czernowitz. Laut Veranstalterangaben richtete sich die Tagung gegen „die ethnokulturelle Verdrängung der europäischen Völker“ und präsentierte „eine Leistungsschau der patriotischen, identitären und konservativen Arbeit im publizistischen, kulturschaffenden sowie politischen Bereich“. Eine detaillierte öffentliche Darstellung von konkreten Inhalten der Tagung oder der Aussteller gab es im Vorfeld der Veranstaltung nicht. Ausschließlich selbst als Aussteller vertretene Medien, wie die rechtspopulistische Internetplattform unzensuriert.at oder die kremltreue Plattform Info-Direkt, berichteten direkt vom Kongress. Die Austria Presse Agentur (APA) etwa hatte keine Akkreditierung erhalten.
Als Aussteller traten unter anderem die rechtsextreme bis neonazistische österreichische Partei Arbeitsgemeinschaft für demokratische Politik, die neurechten Magazine Blaue Narzisse und Compact sowie die Zeitschrift Sezession mit Götz Kubitschek auf,  als Redner unter anderem der FPÖ-Generalsekretär Herbert Kickl und der Compact-Herausgeber Jürgen Elsässer. Das Landesamt für Verfassungsschutz Oberösterreich nennt zudem die rechtsextremistische Identitäre Bewegung und das deutsche Netzwerk Ein Prozent für unser Land. Es sollen sich mehr als 300 Besucher eingefunden haben.
Im April 2017 wurde angekündigt, dass der Kongress im September 2017 zum zweiten Mal stattfinden sollte. Aufgrund der Nationalratswahl wurde die Veranstaltung auf den 3. März 2018 verschoben. Die Verbindungen zwischen der FPÖ und dem Kongress hätten laut Der Standard eine wichtige Rolle bei der Verschiebung der Veranstaltung gespielt. Vernetzungstreffen mit freiheitlichen und rechtsextremen Teilnehmern würden für Schlagzeilen sorgen.

## Rezeption
Die Wiener Politologin Kathrin Glösel bezeichnete die Veranstaltung als eine „Machtdemonstration und ein strategisches Treffen, von dem Gefahr für die Demokratie“ ausgehe. Es gehe in der Summe darum, „den politischen Diskurs nach Rechtsaußen zu drängen“. Werner Reisinger schrieb in der Wiener Zeitung, dass die Kongressveranstalter das Ziel verfolgen würden, die Grenzen zwischen der Neuen Rechten, dem klassischen Rechtsextremismus und dem Rechtspopulismus verschwimmen zu lassen. Das Dokumentationsarchiv des Österreichischen Widerstandes stellte eine „neofaschistische Schlagseite“ des Treffens fest.
Anlässlich der Tagung organisierte das Bündnis Linz gegen Rechts eine Gegendemonstration, die zivilgesellschaftlich eine breite Unterstützung erfuhr. Unter anderem unterstützten der österreichische Bundeskanzler Christian Kern (SPÖ) und weitere SPÖ- und ÖVP-Politiker, wie Franz Vranitzky, Erhard Busek und Heinrich Neisser, sowie einige KZ-Überlebende und weitere Persönlichkeiten aus Kultur, Religion und Gesellschaft den Protest. An der Demonstration nahmen offiziell 1800 Personen teil.
Die Kritik an der Tagung richtete sich unter anderem gegen den Veranstaltungsort und die teilnehmenden Redner und Aussteller. Die repräsentativen Redoutensäle im Landestheater Linz wurden vom Land Oberösterreich vermietet. Das Mauthausen Komitee Österreich und das OÖ. Netzwerk gegen Rassismus und Rechtsextremismus (Antifa-Netzwerk) verlangten in einem offenen Brief an den oberösterreichischen Landeshauptmann Josef Pühringer (ÖVP) die Ausladung des Kongresses. Der Brief wurde unterzeichnet u. a. von Erhard Busek, Elfriede Jelinek, Robert Menasse, Franzobel, Maria Hofstätter, Cornelius Obonya und Harald Krassnitzer. Der Rektor der Uni Klagenfurt, Oliver Vitouch, richtete ein Protestschreiben an den Landeshauptmann: „Ich protestiere auf das Schärfste dagegen, dass Personengruppen, die Wiederbetätigung in neuem Gewand betreiben, Repräsentationsräumlichkeiten des Landes zur Verfügung gestellt werden sollen.“ Der Salzburger Weihbischof Andreas Laun sagte seine Teilnahme ab. Für Protest sorgte auch, dass die Presse nicht zugelassen war und die Veranstalter auch keine Fragen beantworteten. Pühringer ließ die Veranstaltung vom österreichischen Verfassungsschutz prüfen und sah nach deren Stellungnahme keinen Grund die Veranstaltung abzusagen: „[…] trotz der möglichen Teilnahme von Personen aus dem rechtsextremistischen Lager [liegen] keine Informationen vor, die eine per se strafrechts- bzw. verbotsgesetzwidrige Veranstaltung, der im Vorhinein sicherheitsbehördlich entgegen zu treten wäre, erwarten lassen“. Versuche von SPÖ und Grünen in der Landesregierung von Oberösterreich, eine Auflösung der Veranstaltung zu erwirken, scheiterten an den Gegenstimmen von ÖVP und FPÖ. Alexander Van der Bellen teilte die Bedenken gegen die Veranstaltung. Sie stelle Österreich in ein falsches Licht und sende Signale, die Österreichs Ansehen in Europa und der Welt schaden.

## Kongress 2018
Am 3. März 2018 fand ein Kongress mit demselben Titel „Verteidiger Europas“ im privaten Schloss Aistersheim statt. Als Veranstalter trat das rechtsextreme Magazin „Info-Direkt“ auf, die Räumlichkeiten wurden von der schon 2016 involvierten Burschenschaft „Arminia Czernowitz“ angemietet. Im Vorfeld der Veranstaltung war vom Mauthausen Komitee eine von Uwe Sailer erstellte Liste samt Fotos von Mängeln in der Bausubstanz eingereicht worden. Der Bürgermeister von Aistersheim, Rudolf Riener (ÖVP), hatte in der Folge in seiner Funktion als Baubehörde ein Gutachten zur Sicherheit der Immobilie in Auftrag gegeben. Dieses ergab laut dem Bürgermeister, dass die Mängel nicht so gravierend seien und der Kongress stattfinden könne. Das antifaschistische Bündnis Linz gegen Rechts kündigte eine Gegendemonstration mit 500 Teilnehmern gegen das ihrer Meinung nach „größte rechtsextreme Event seiner Art im deutschsprachigen Raum“ an. Maria Buchmayr von den Grünen forderte zu einem Schulterschluss gegen die „demokratiefeindliche Veranstaltung“ auf, da Oberösterreich nicht zum Tummelplatz der rechten Szene Europas werden dürfe.
Als Redner traten bei dem Kongress u. a. der Grazer Vizebürgermeister Mario Eustacchio (FPÖ) und der AfD-Politiker André Poggenburg auf. Der Pfarrgemeinderat von Aistersheim lud nach Ende des Kongresses und der Gegenkundgebung zu einer Feier für Frieden, Toleranz und Menschlichkeit sowie zu einem Lichtermeer. Birgit Gerstorfer (SPÖ) und Maria Buchmayr (Die Grünen) warfen dem oberösterreichischen Landeshauptmann Thomas Stelzer (ÖVP) Inaktivität in diesem Kontext vor.